# Mösspåtagning
Mösspåtagning, akademisk-studentikos ceremoni vid vissa svenska universitet och gymnasieskolor förknippad med vårens ankomst (på Chalmers tekniska högskola även höstens) och vars synliga uttryck är det gemensamma anläggandet av studentmössa.

## Mösspåtagningstraditioner vid olika universitet

### Uppsala universitet

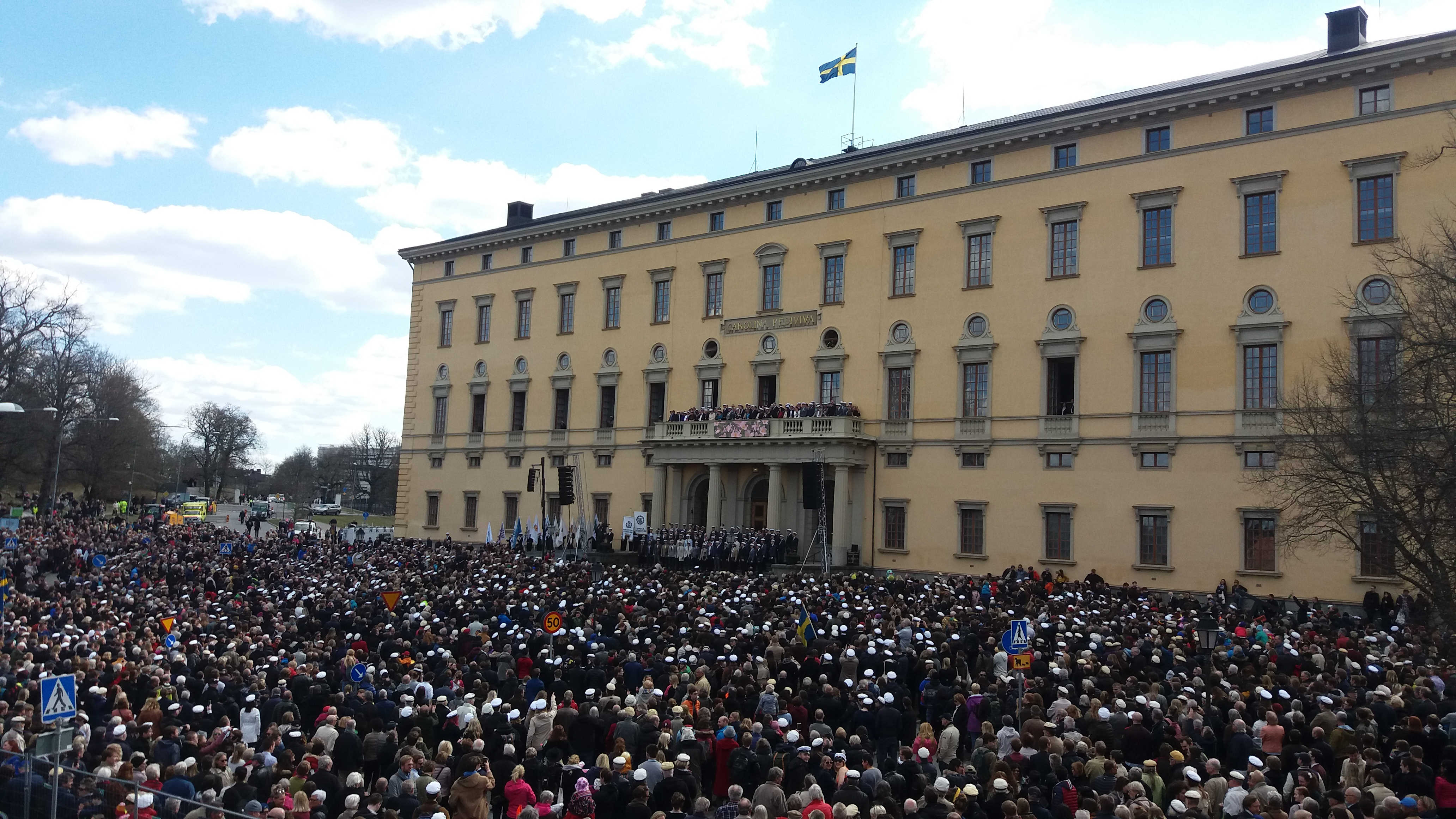
Mösspåtagning på Valborgsmässoafton vid Carolina Rediviva i Uppsala

I Uppsala äger mösspåtagningen rum på valborgsmässoafton klockan 15 i Carolinabacken. Ursprungligen skedde det utan någon form av organisering, men när Torgny T. Segerstedt blev rektor 1955 skapade han tidigt traditionen att rektor skulle vinka med sin studentmössa exakt klockan 15. Sedan dess är det Uppsala universitets rektor som ger signal genom att vinka med mössan från Carolina Redivivas balkong och sedan sätta den på sig.

### Lunds universitet
Mösspåtagningen vid Lunds universitet ägde ursprungligen rum vid midnatt natten mellan siste april och första maj inne i Akademiska Föreningens (AF-borgens) stora sal. Med växande studentpopulation flyttades ceremonin sedermera utomhus till Tegnérsplatsen där den alltjämt äger rum. Klockslaget ändrades 1965 till klockan 18.
Ursprungligen ålåg det kårordföranden för Lunds Studentkår att hålla högtidstalet vid mösspåtagningen. Sedan en politiskt radikal kårordförande av princip vägrat att bära studentmössa övertogs uppgiften dock av kårens vice ordförande och denna tradition har därefter fortlevt. Sedan Lunds Studentkår upplöstes 1996 är det dock vicen för samarbetsorganet Lunds Universitets Studentkårer som håller talet. 
När ceremonin hölls vid midnatt var det en oskriven regel att formuleringen där ute står majnatten blånande blå skulle ingå i högtidstalet, och även senare har denna fras eller olika varianter därav (stundtals med politisk symbolik i färgvalen) förekommit häri, även om ceremonin numera äger rum dagtid.
I äldre tider, då studentmössa bars året om och en särskild vintermössa med blå kulle bars vintertid innebar mösspåtagningen sista april byte från vinter- till sommarmodell. Återbytet till vintermodell ägde rum i samband med Hälsningsgillet den 4 oktober.

### Linköpings universitet
I Linköping startade traditionen med mösspåtagning 1974. Mösspåtagningen sker klockan 15 på valborgsmässoafton på Borggården till Linköpings slott. Linköpings Studentsångare framträder med vårsånger under ledning av director musices och en student och en lärare vid akademien håller vårtal.

### Göteborgs universitet
För studenter vid Göteborgs universitet äger mösspåtagningen rum i Trädgårdsföreningen i samband med det traditionella Valborgsfirandet. Själva ceremonin sker under avslutningen i samband med vårtalet. Arrangör av valborgsfirandet är Göteborgs Förenade Studentkårer (GFS).

### Chalmers tekniska högskola
Vid Chalmers används två olika mössor, en svart under vinterhalvåret och en vit under sommarhalvåret. Den vita mössan tas på vid valborg innan Cortègen och den svarta tas på den 1 oktober. Båda ceremonierna leds av Marskalkämbetet som tillhör  studentkåren.

### Stockholm
I Stockholm sker mösspåtagningen på valborgsmässoafton klockan 15 på Skansen. Därefter framträder Stockholms studentsångare. Tidigare skedde mösspåtagningen på olika platser i Stockholm men sedan många år tillbaka äger den rum på Skansen.